# 壱岐湯ノ本温泉
壱岐湯ノ本温泉（いきゆのもとおんせん）は、日本の長崎県壱岐市（旧国壱岐国）湯本浦、立石西触、本宮南触に跨る温泉である。単に湯ノ本温泉ともいう。壱岐随一のいで湯として昔から知られていた。

## 泉質
- 塩化土類塩泉

## 温泉街
島西部の海岸段丘に観光ホテルや旅館など6軒の宿泊施設や数件の立ち寄り湯があり、古くから湯治場として知られ、落ち着いた雰囲気がある。

## 歴史
歴史は非常に古く、約1700年前から湧出していたと伝えられており、神功皇后が応神天皇の産湯につかわせたなどの伝承を残す。近年のボーリング開鑿による温泉発見までは壱岐唯一のいで湯としても知られていた。子宝の湯、または外傷に効能があるといわれる。
昭和46年3月23日には、厚生省告示第55号により、国民保養温泉地に指定された。国民保養温泉地のうち、特に、医師の協力を得て温泉の保健的利用を促進することが期待できる条件を備えた温泉地として環境大臣により「国民保健温泉地」として指定されている。国民保健温泉地の指定は九州では当温泉と熊本県の湯の鶴温泉と大分県の湯布院温泉（由布院温泉、湯平温泉、塚原温泉）だけとなっている。

## アクセス
フェリーで郷ノ浦港着、港から県道郷ノ浦港線、国道382号線、県道郷ノ浦沼津勝本線を経て到着。　公共交通機関は壱岐交通郷ノ浦行き本町バス停下車湯ノ本経由勝本行き乗換、湯ノ本バス停下車。